# Капинота (провинция)
Капинота — провинция в департаменте Кочабамба, Боливия. По состоянию на 2005 год на территории проживало 26 725 человек. Площадь территории 1495 км². На северо-западе граничит с провинцией Кильякольо, на юго-западе с провинцией Аркуэ, на юге с департаментом Потоси, на востоке с провинцией Эстебан Арсе, на севере с провинцией Серкадо.
Административный центр — город Капинота.

## Административное деление
| Муниципалитет | Центр      |
| ------------- | ---------- |
| Капинота      | Капинота   |
| Сантиванес    | Сантиванес |
| Сикая         | Сикая      |